# Diamante Copala
Diamante Copala är en ort i Mexiko.   Den ligger i kommunen Santiago Juxtlahuaca och delstaten Oaxaca, i den sydöstra delen av landet, 280 km söder om huvudstaden Mexico City. Diamante Copala ligger 1 875 meter över havet och antalet invånare är 229.
Terrängen runt Diamante Copala är kuperad norrut, men söderut är den bergig. Runt Diamante Copala är det ganska glesbefolkat, med 32 invånare per kvadratkilometer. Närmaste större samhälle är Santiago Juxtlahuaca, 14,8 km norr om Diamante Copala. I omgivningarna runt Diamante Copala växer i huvudsak städsegrön lövskog.